# Cova del Frare
La Cova del Frare, en la actualidad prácticamente desaparecida por la urbanización y la construcción de carreteras, se encontraba en la playa de l’Olla, de Altea, una vez pasado el espigón norte del Portet, el cual está incluido en el Conjunto de la Cala del Soio-Illeta de l’Olla. Se trata de una playa fósil, situada al norte de la playa del Cap Negret, en la que los depósitos marinos de areniscas y conglomerados se encuentran fuertemente litificados.
La playa presenta unas formas y una particular erosión que dan lugar a la aparición de grutas y concavidades, bufadors y respiraderos en la zona de la costa.
Esta cueva tiene un gran valor geológico, al que se une el valor etnográfico puesto que en una de estas cuevas se ha desarrollado una leyenda que forma parte del imaginario colectivo de Altea y que da nombre a esta zona costera.
La Cova del Frare está incluida en el Conjunto Patrimonial de la Cala del SoioIlleta de l’Olla, pese a lo cual, no existe figura de protección específica para este espacio.

## Leyenda de la Cova del Frare
Según Ramón Llorens Barber, cerca de la conocida como Villa García, en la playa de l’Olla, la erosión de las olas del mar dieron origen a una cueva, una especie de túnel realmente, el cual creaba un puente natural que discurría desde el Camí Vell d'Alacant por Cap Negret hacia Altea. Esta cueva acabaría llamándose Cova del Flare, por una leyenda transmitida por la cultura popular.
La orilla de la playa fue desapareciendo al ganar terreno para un bancal, para el que se construyó un margen de piedra, quedando el mar cerrado en el fondo de la Cova, que solamente penetra unos dos metros.
Según la leyenda, dos hermanos se disputaban el amor de una misma muchacha, y sus cuerpos ahogados aparecieron en las aguas y orilla de la Cova. Uno de ellos era conocido por «el Flare», por haber llevado hábitos en promesa materna, y por él, la toponimia de la cueva.
La leyenda también la recoge el folklorista Francisco Martínez Martínez (1926, 63 y ss.) cuenta que, de los dos hermanos de un matrimonio de pescadores, uno de ellos contrajo la viruela y su madre pidió la intercesión de San Francisco, prometiéndole vestir al niño con hábito de franciscano si sanaba. Al curarse el muchacho, la madre cumplió la promesa y vistió al niño de fraile durante dos años, de ahí el apodo de “el frare”. Cuando el niño creció, se enamoró de una joven llamada Bajoan, la cual estaba enamorada de su hermano. Una noche de pesca en la Illeta, en mitad de una tormenta los dos hermanos se pelean por el amor de Bajoan, el frare hiere a su hermano, pero al creerlo muerto, se lanza al mar donde las olas lo arrojan contra las rocas del Cap Negret y muere, apareciendo su cuerpo al día siguiente en la cueva. Se decía que se aparecía a los marineros un duende de unos doce años, vestido de fraile, alargando los brazos hacia ellos.